# María Alzira Lemos
Maria Alzira Lemos, también conocida como Maria Alzira Costa de Castro Cardoso Lemos (Lisboa, 1919-octubre de 2005), fue una diputada parlamentaria portuguesa, socialista, feminista y activista por los derechos de la mujer, que colaboró en la creación de la Plataforma Portuguesa por los Derechos de las Mujeres.

## Biografía
Maria Alzira Costa de Castro Cardoso Lemos nació en 1919 en Lisboa, la capital portuguesa. Su padre, Fernando de Castro, era natural de Oporto. Su madre, Maria Emília, era de Coímbra, y era hija de Afonso Costa, abogado, profesor y político, que había hecho campaña para que Portugal se convirtiera en una República y fue uno de los primeros diputados republicanos durante la monarquía y, posteriormente, ministro del gobierno en varias ocasiones. En el momento de su nacimiento, en 1919, su abuelo encabezaba la delegación portuguesa en la Conferencia de Paz de Versalles. Tras la llegada al poder de la dictadura autoritaria del Estado Nuevo, que gobernó Portugal desde 1926, a Costa se le prohibió entrar en Portugal y vivió exiliada en París. Lemos escribió que había pasado toda su infancia y adolescencia a la expectativa y con la esperanza de una revolución que permitiera no sólo el regreso de la libertad a Portugal, sino también la reunión de su familia. Su abuelo paterno, Elísio de Castro, también era republicano y participó activamente en los intentos de derrocar el Estado Novo.
Lemos aprendió a hablar francés en casa y leía y escribía en francés antes que en portugués. Después asistió al Colegio Alemán de Lisboa, pero fue retirada cuando Hitler llegó al poder y se introdujo la propaganda nazi en el colegio. Fue entonces al Colégio Valsassina antes de estudiar en casa. Después de trabajar en un banco de Lisboa y como becaria en un periódico infantil de París, ingresó en la Facultad de Derecho. En la Facultad de Derecho, donde el número de alumnas era superior a seis, se dio cuenta de que las mujeres tenían un estatus y una educación inferiores a los de los hombres, no sólo en el trabajo, sino incluso en la familia, donde el cabeza de familia tomaba todas las decisiones y tenía que dar el visto bueno para que su mujer pudiera trabajar, y fue entonces cuando empezó a desarrollar ideas feministas.

### Partido socialista
Tras licenciarse, Lemos trabajó en el bufete de su padre. Tras la Revolución de los Claveles, que derrocó al Estado Novo en 1974, se afilió al Partido Socialista. Los miembros de una delegación de la Sección Femenina de la Internacional Socialista instaron a los militantes del Partido Socialista a trabajar para defender la igualdad de los derechos de las mujeres. Junto a Madalena Barbosa, Lemos formó parte de un pequeño grupo quecolaboró en la elaboración de la sección "Mujer y Familia" del Programa Político presentado al Primer Congreso del partido, en el que se proponía el derecho al divorcio, la igualdad de derechos para mujeres y hombres y la igualdad de derechos para los hijos nacidos fuera del matrimonio. También en 1974 y 1975, varias organizaciones de mujeres colaboraron en la revisión de la discriminación legal contra la mujer, con Lemos como representante del Partido Socialista.

### Elección a la Asamblea de Representantes
En 1975 se celebró el Año Internacional de la Mujer de las Naciones Unidas. La primera Conferencia Mundial sobre la Mujer se celebró en junio de 1975 en Ciudad de México bajo el lema «Igualdad, Desarrollo y Paz». Lemos participó en esta conferencia de tres semanas, representando a Portugal, junto con otras cinco personas, y también participaría en la Segunda Conferencia, celebrada en Copenhague en 1980. En 1975 fue elegida diputada a la Asamblea Constituyente y en las elecciones de 1976 fue elegida diputada a la recién creada Asamblea de Representantes, en la que resultó vencedor el Partido Socialista, liderado por Mario Soares. En aquel momento, sólo el 5% de los diputados eran mujeres. Tras las elecciones, el gobierno creó una Comisión de la Condición Femenina (CCF), con un Consejo Asesor formado por ONG y departamentos gubernamentales. Después de perder su escaño en las elecciones de 1979, Lemos se convirtió en miembro del Consejo Asesor de la comisión, en representación de la organización de mujeres del Partido Socialista, que ella había ayudado a fundar. En 1980 pasó a formar parte de la Comisión, bajo la presidencia de Regina Tavares da Silva, y permaneció en ella hasta los 72 años. También brindaba asistencia jurídica a mujeres, lo que la expuso por primera vez al nivel de violencia doméstica en todas las clases sociales.

### Años posteriores
Como abogada, Lemos fue la primera mujer invitada a dar una conferencia en el Colegio de Abogados portugués. Cuando se jubiló, pasó a formar parte del Consejo Asesor de la Comisión de Salud de la Mujer, que más tarde se convirtió en la Comisión de Igualdad y Derechos de la Mujer, en representación de la Associação Intervenção Feminina, de la que había sido miembro fundador en 1985. Fue miembro fundador de la Alianza para la Democracia Paritaria en 1995, que finalmente condujo, en 2006, a la implantación en Portugal de un sistema de cuotas por el que al menos el 33% de los miembros de la Asamblea han de ser mujeres. También se unió a la Associação Portuguesa de Estudos sobre as Mulheres (Asociación Portuguesa de Estudios sobre la Mujer - APEM). En los dos últimos años de su vida, apoyó la creación de la Plataforma Portuguesa para os Direitos das Mulheres (Plataforma Portuguesa para los Derechos de las Mujeres), cuya sede lleva el nombre de Centro Maria Alzira Lemos.
Lemos falleció a principios de octubre de 2005 a los 88 años. Tenía dos hijos. Había asistido a reuniones hasta tres días antes de su muerte. El Parlamento portugués aprobó por unanimidad el 13 de octubre de 2005 un voto de condolencia por su muerte.

## Reconcimientos
En mayo de 1997 fue nombrada Comendadora de la Orden del Mérito.